# إيشين قاراجا
إيشين فوندا بيوك قاراجا (بالتركية: Işın Karaca)‏ واسمها المعروف على الساحة إيشين قاراجا. ولدت في 7 مارس 1973 في لندن. وهي مغنية من الأتراك القبرصيين. وبدأت سنوات تعليمها الموسيقية في مدرسة الملك إدوارد الرابع في لندن.

## السيرة الذاتية

### حياتها
ولدت قاراجا في 7 مارس 1973 في لندن. وكانت قاراجا الابنة الأولى لمشغلة المطاعم القبرصية شانيز بيوك قاراجا، وسمسار العقارات الأفيوني علي بيوك قاراجا. وتلقت تعليمها في المسرح الموسيقي في انجلترا. وولدت قاراجا ابنها الأول أردا كيڤانتش في عام 1993. ثم تطلقت بعد ذلك من زوجها الأول. بعد علاقة دامت لمدة 12 سنة. وانتهت العلاقة بينها وبين المنتج الفني ومنتج الأغاني المصورة سادات دوغان في أواخر نوفمبر 2010، بعد أن بدأت العلاقة بينهما منذ عام 2009. ثم تزوج النثائي المتصالحان في 30 مايو 2011. وجاء ولدها الثاني ميا إلى الدنيا في عام 2011. وقد قررت قاراجا مع زوجها الثاني سادات دوغان الطلاق في سبتمبر 2009. وأثناء قضية الطلاق تصالح الزوجان، ثم انفصلوا مرة أخرى، ثم تطلقوا في 6 نوفمبر 2013.

### حياتها الغنائية
بدأت حياتها الغنائية كعضوة في مجموعة  Panik Atak پانيك أطاك. وتفرقت تلك المجموعة قبل أن تطرح أي ألبوم غنائي. وخلافاً للاعتقاد الشائع بأن أول غناء لها لم يكن مع سيزين آكسو، بل كان مع يلديز طِلبه. وتعرفت قاراجا على سيزين آكسو بفضل هوليا أوشار وبدؤا بالغناء معاً. وقد صدر في عام 1997، فيلم هرقل وهو فيلم رسوم متحركة من إنتاج وتوزيع شركة والت ديزني للرسوم المتحركة. وقامت بغناء العديد من الأغاني مثل الحقيقة المقدسة 1-2-3، ومن الصفر، ولا أستطيع القول، ونجم يولد  مع العديد من الفنانين أمثال مليس سوكمان، وطوبا أونال، وسيبال كورسوي، ويونجا قارا داغ . وقد تأسست مجموعة  Panik Atak پانيك أطاك في عام 1999، لكنهم لم يطرحوا أي ألبوم. وقد شاركت مرتين في اختبارات تركيا لمسابقة يوروفيجن للأغاني. ولم تنجح في المسابقة في تركيا بأغنيتيها كسر العشق في عام 2000، وأنت قدري في عام 2001، لكنها قامت بتمثيل المؤسسة العامة للعشاق يوروفيجن في تركيا. وقد حصلت أغنيتيها كسر العشق في عام 2000 على 107 نقطة، وكانت في المركز السابع، أما أغنيتها أنت قدري في عام 2001 فقد حصلت على 57 نقطة وكانت في المركز الرابع عشر. وغنت قاراجا مع سيزين آكسو في أغنية أوه أوه وبعض الأغاني الأخرى. وقد غنى الثنائي معاً في أغنية عودة إلى الماضي  في ألبوم بقاء الحقيقية والذي قامت بانتاجة شركة فريش ب Fresh B. واستمرت في الغناء مع سيزين آكسو حتى عام 2001. وشاركت في العديد من المشاريع بخلاف ألبوماتها الثلاث. وقد شاركت في تلحين أغنية  شجر البلوط الخاصة بمشروع مليار شجرة بلوط، وغنتها مع العديد من الفنانيين. وغنت العديد من الأعلانات لjingle، وغنت أيضاً لكوكا كولا، والعديد من الماركات التركية الأخرى مثل Saray Halı، وPiyale، و Aria.

## عشق لغتي الأم 2001
طرحت قاراجا ألبومها الأول عشق لغتي الأم في 28 نوفمبر 2001. وحقق ذلك الألبوم الذي قامت سيزين آكسو بكتابة وتلحين أغنياته نجاحاً كبيراً، وسمعه الجميع في أنحاء تركيا. وحققت أغنية لم أتمكن من لحاقه وأغنية ربيع آخر نجاح منقطع النظير. ووقعت قاراجا على العديد من المشروعات بعد طرح ألبومها الأول. وغنت أغنية وأنا وحيدة للفنان سِلمي أناضاك في مهرجان جوائز أغاني سِلمي أناضاك الدولية. وغنت أيضاًأغنية هل ذهبت أنا اموت في ألبوم تلك الأغاني للفنان حقي يلتشن. وصورت أغنية لمترو إسطنبول في 7 أبريل 2004. وغنت أغنية لاتبقى صامتا مع ألب. وشاركت في الأغنية المصورة أيضاً. وشاركت أيضاً في تصوير الأغنية السابقة في نسخة الريمكس. كما شاركت أيضاً في ألبوم تركيا جديدة مليئة بالحماس وغنت أغنية تركيا الجديدة. وفي 2004، غنت أغنية بلبل نفس الجامع في فيلم ايزيل اقاي أين فيروزا. وكانت ضيفة شرف في هذا الفيلم بتلك الأغنية. وأسست مجموعة جديدة مرة أخرى تتكون من ادا اوزوللكي ومتين اوزوللكي . وطرحوا ألبومهم الأول القصاص 1 ويحكوا فيه قصص الأطفال. وعلى الرغم من كلامهم الكثير عن استمرار تلك المجموعة، وانتاجهم للعديد من الألبومات إلا أن الألبوم الثاني لم يرى النور مطلقاً.

## هناك في الحب 2004
طرحت قاراجا أول ألبوم لها من تلحينها في 19 ديسمبر 2004. وتعاونت مع العديد من الفنانين مثل أيسل كورال، وسعاد صونا، وأوميت صاين. ويوجد أغنيتين فقط لسيزين آكسو في هذا الألبوم. وحققت أغنية  Yetinmeyi Bilir misin أيضاً نجاحاً منقطع النظير. وحققت أيضاً أغنيتها المصورة الأخرى لننتظر ونري نسبة نجاحٍ عاليه. أما الفيديو الأخير فكان أغينة سيزين آكسو التسامح من كلمات أوننو تونتش.
في عام 2005 قامت بعمل دويتو مع أوزكان دنيز في يوم الواجب على رؤوسنا وحضر ذلك اليوم 160 تشكيل أمني. وصورت الأغنية مع العديد من الأسماء اللامعة مثل جام يلماز، وابرو غوندش، ويبازيت أوزتورك. وفي عام 2006 غنت أغنية عنوان الوحدة في ألبوم محمد طوكات سأحب رغم كل الصعاب. وغنت في ألبوم على كوجا تابه مشاء الله 41 مرة  أغنية نوكهت دورو أنا غنيمتك مرة أخرى. وفي نفس السنة غنت أغنية صورة قديمة دويتو مع مغني الراب أوكاضاي في ألبومه طرق إلزامية. وقامت بالغناء مع بورجو جونش، ويافوز بن جول، وفاتح اركوتش، وأوزكان دنيز الأغنية التي قام بكتابتها وتلحينها أحمد أوزدان في مشروع لتعش مدارسنا والذي يهدف إلى بناء المدارس وتحسين ظروفها المادية.

## 33/3 أخرى (2006)
وبعد سنتين ظهر ألبومها الثالث 33/3 أخرى في 16 يونيو 2006. وعملت في معظم أغاني هذا الألبوم مع ألبر نارمان، وفتاح جان. وحققت أغنية المندولين التي لحنتها بنفسها نجاحاً منقطع النظير. وصورت أيضا أغنيتها القلب أمانة الله. وأهم اختلاف في هذا الألبوم أنها لم تعمل فيه مع سيزين آكسو. وقالت أنها ابتعدت عن سيزين آكسو المعرفة كمغنية، لفترة ما بعد قرار مدروس مع آكسو.
وفي عام 2007، غنت أغنية العد التنازلي النهائي في ألبوم فقط اشعر والذي قامت بانتاجه شركة Dolapdere Big Gang، وتعتبر أغنية العد التنازلي النهائي أول أغنية إنجليزية تغنيها قاراجا.
وفي بداية عام 2008، طرحت ألبوم Maxi Single، وهو عمل مشترك بينها وبين أوكاضاي . وفي هذا الألبوم تم غناء أغنية صورة قديمة، بأكثر من شكل غنائي مثل ريذم أند بلوز، والموسيقى الإلكترونية، وريغيه تون، والهوس. وقد غنت قاراجا أغنية لاتنساني في مسلسل إلف الذي يعرض على قناة atv.

## الصحوة (2009)
طرحت قاراجا ألبومها الرابع الصحوة في 29 مايو 2009. وعملت في هذا الألبوم مع العديد من الأسماء مثل سِبال ألاش، وأرول تميزال، وزكي جونر، أردم يورك. ومعظم الأغاني في ذلك الألبوم قامت قاراجا بكتابتها وتلحينها. وكانت الأغاني في ذلك الألبوم على طراز ريذم أند بلوز، والصوت الإلكتروني. وقامت بتصوير أغنية لغز كأول أغنية تُصور في هذا الألبوم، وقد صورت على طريقة الأغاني في الأفلام الهندية. أما الأغنية الثانية والأخيرة المصورة في أغنية الصحوة من قبل سادات دوغان وجام بساك أوغلو. وحصلت أغنية الصحوة على العلامة الكاملة، ومن جديد عادت قاراجا إلى نظام الموسيقى الطبيعي.

## أرابيسكو (2010)
حاولت قاراجا في ألبومها الجديد تجربة شكل جديد في الموسيقى. وطرحت قارجا ألبومها مر، لم يمر أبداً في 22 أبريل 2010. وكان الألبوم يحتوي على أغاني الأرابيسك التركية المحبوبة في الثمانينيات، والتسعينيات، بالإضافة إلى مشاركة الفنانة كوكسل، والفنانة أركا بهتشم في الألبوم. وقاموا بغناء أغنية من يعرف لكيباريا، والتي قد غنتها في عام 1981. وقام سِلمي شاهين بالتدريب الصوتي لقاراجا لأجل انتاجها هذا الألبوم على طريقة الأرابيسك. وقام سليم تشلدران بتنسيق أغاني الألبوم. وسجل هذا الألبوم صوتياً مثل آخر ثلاث ألبومات لقارجا. وكان حسني شلندرجي ضيف شرف الألبوم في أغنيتي أنا مغرمة، وأنت مصيبة. وقام بانتاج الألبوم شركة Seyhan Müzik.
وفي شهر مارس عام 2010، شاركت مع الفنان زارين اوزر، وهو فنان يجمع بين الجيل القديم والجديد في الفن، في مشروعه لكل عصر عمالقة. وقامت بغناء أغنية الروج الأحمر دويتو مع باراكنت.
ومن عام 2006 إلى يومنا هذا، أعطت قاراجا توازناً خاصاً في موسيقى الجاز والفانك والسول والبوب الأغاني الأجنبية في حفلاتها الغنائية

## حياتها الفنية
مثلت قاراجا في فيلم إذا كنت ترغب في عام 2005. وقامت بالتمثيل في هذا الفيلم مع العديد من النجوم الكبار أمثال ايشيك يانارسو، وزينب أرنوئاط، ويلديز كنتر، وفكرت كوشكان، وقامت قاراجا بأداء دور ماريقا بشكل ناجح ومبهر. وكان مخرج الفيلم جام بساك أوغلو.
شاركت قاراجا في الفيلم الرومنسي الكوميدي يوم من المستقبل مع العديد من الفنانين مثل خير الدين قاراجوز، وهاندا سوباشي، وأردا كورال، ورسيم أوزتكين، ومراد سرزلي، وناجو. وقد تم عرض الفيلم في 15 يناير 2010. والفيلم من إخراج بوغاتش هان دوندار. وكان هذا الفيلم هو الثاني من النوع الطويل لقاراجا في حياتها المهنية. وقد قامت بدور فيليز وهي خالة هاندا سوباشي في الفيلم.

## التليفزيون
قدمت قاراجا برنامجها Işın Show والذي يحمل اسمها على شاشات قناة atv. وتم عرض 7 حلقات من هذا البرنامج، وقامت بغناء العديد من الدويتو مع الفنانين ضيوف شرف البرنامج.
شاركت قاراجا كضيفة شرف في مسلسل ليلة حزيران والذي تم عرضه على كانال دي.
وفي عام 2007، قدمت برنامج المرأة جميلة في كل الأعمار وهي مسابقة بين النساء، وقدمت برنامج آخر وهو برنامج الوطن دائماً. وشاركت في تقديم العديد من المسباقات الغنائية في نفس السنة مثل لابد من الغناء. وشاركت أيضاً في المسابقة الغنائية التي تعرض على قناة Turkmax، واسمها هيا غني. وشاركت في 17 مايو 2009، كضيفة شرف في مسلسل الفتيات الذهبيات في الجزء الرابع وكان دورها الممرضة بناظ.

## مشاريع المسؤولية الاجتماعية
قامت قاراجا في عام 2005 بالمساعدة في إعادة اعمار مكتبة مدرسة كولجوك للفتيات، والتي تضررت من زلزال إزميد في عام 1999، وأقامت حفلة غنائية في 31 يوليو 2005، لمساعدة المدرسة وتبرعت بدخل الحفلة لها. وسُميت مكتبة المدرسة باسمها عند افتتاحها في 19 ابريل 2006.
شاركت قاراجا أيضاً في 2006 مشروع لتعش مدارسنا والذي يهدف إلى بناء المدارس وتحسين ظروفها المادية. وغنت أغنية أنت مع مجموعة من الفنانين لأجل المدارس. وخصصت ليله لجمع التبرعات لأجل المدارس في برنامج  Show TV.
وفي أبريل 2008، شاركت في حملة بناء المنازل المخصصة للأطفال المصابين بالسرطان وعلاجهم، وغنت مع غيرها من الفنانين أغنية تعال وانضم معنا.

## الكتابة
بدأت قاراجا من 2 مارس 2005 إلى يومنا هذا بنشر مدونة أسمتها من كلماتي على موقعها الرسمي، وكانت تكتب فيها عن الأحداث الأجتماعية وأرائها الشخصية من آن لأخر. وكانت تتناول الأحداث المحلية والعالمية والحياة الفنية في مقالتها. ونُشر لها إلى الآن 66 مقالة.
ونشرت كتاباً عن الرجيم، وكتاباً آخر أسمته حتي تكبر لابد أن تصغر.
بدأت قاراجا بالكتابة في موقع http://www.2kadin.com/ ، وتكتب فيه من 18 يوليو 2008، إلى يومنا هذا. وتكتب فيه غالباً عن العلاقة بين الرجل والمرأة.
وبدأت أيضا بالكتابة في موقع http://www.magazinkolik.com/ ابتداءً من صيف 2010.

## الألبومات
1. عشق لغتي الأم (28 نوفمبر 2001, Power Records)
2. هناك في الحب (16 ديسمبر 2004, İmaj Müzik)
3. أخرى 33/3 (19 يونيو 2006, Seyhan Müzik)
4. الصحوة (29 مايو 2009, Seyhan Müzik)
5. أرابيسكو: مر، لم يمر أبداً.. (22 أبريل 2010, Seyhan Müzik)
6. أرابيسكو II: الماضي يليق بنا (7 يوليو 2011, Seyhan Müzik)
7. كل شئ من الحب (8 مايو 2013, Seyhan Müzik)
8. مسافة قليلة (4 يونيو 2014,PDND Müzik)

## الأفلام
| السنة | العنوان                    | الدور         | الملاحظات                 | الصيغة          |
| ----- | -------------------------- | ------------- | ------------------------- | --------------- |
| 2004  | أين أنت فيروزا             | بنفسها        | ضيفة شرف                  | فيلم            |
| 2005  | Sen Ne Dilersen            | ماريقا        | أول فيلم سينمائي طويل لها | فيلم            |
| 2005  | Işın Show                  | مقدمة         | عرض موسيقي، نشرت 7 حلقات  | عرض تليفزيوني   |
| 2005  | ليلة حزيران                | بنفسها        | الحلقة 17. , ضيفة شرف     | مسلسل تليفزيوني |
| 2007  | المرأة جميلة في كل الأعمار | مقدمة         | Vatan Şaşmaz              | عرض تليفزيوني   |
| 2007  | لابد من الغناء             | متسابقة       | المركز الرابع             | عرض تليفزيوني   |
| 2007  | هيا غني                    | مقدمة         | مسابقة غنائية             | عرض تليفزيوني   |
| 2009  | مسلسل الفتيات الذهبيات     | الممرضة بناظ. | ضيفة شرف                  | مسلسل تليفزيوني |
| 2010  | يوم من المستقبل            | فيليز         | ضيفة شرف                  | فيلم            |

## الجوائز والترشيحات
| السنة | المسابقة                        | الفئة                       | النتيجة |
| ----- | ------------------------------- | --------------------------- | ------- |
| 1999  | مسابقة الحمامة الذهبية الغنائية | أفضل معلق                   | فازت    |
| 2000  | مسابقة الحمامة الذهبية الغنائية | أفضل معلق                   | فازت    |
| 2002  | جوائز Kral TV للأغاني والفيديو  | أفضل انطلاقة فنانة          | رشحت    |
| 2005  | جوائز Kral TV للأغاني والفيديو  | أفضل مغنية بوب              | رشحت    |
| 2006  | حفلة جائزة İstanbul Fm الذهبية  | أفضل مغنية بوب              | فازت    |
| 2010  | حفلة جائزة İstanbul Fm الذهبية  | أفضل ألبوم له فكرة أرابيسكو | فازت    |
| 2011  | جوائز Kral Müzik                | أفضل مشروع أرابيسكو         | رشحت    |

## روابط خارجية
- إيشين قاراجا على موقع IMDb (الإنجليزية)
- إيشين قاراجا على موقع ميوزك برينز (الإنجليزية)
- إيشين قاراجا على موقع ديسكوغز (الإنجليزية)
- إيشين قاراجا على موقع قاعدة بيانات الفيلم (الإنجليزية)